# Podskrajnik
Podskrajnik – wieś w Słowenii, w gminie Cerknica. W 2018 roku liczyła 88 mieszkańców.